# Эффект дня рождения

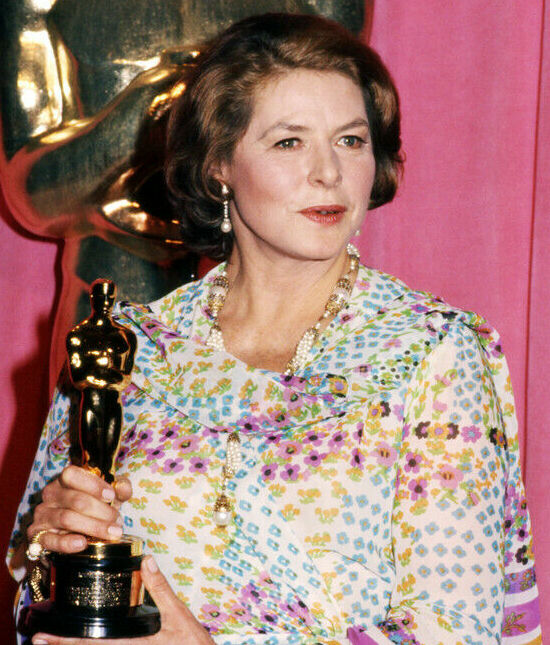
Шведская актриса Ингрид Бергман, родившаяся 29 августа 1915 года и умершая 29 августа 1982 года, часто приводят в качестве одного из самых известных примеров эффекта дня рождения.

Эффе́кт дня рожде́ния (англ. Birthday effect) — это статистический феномен, заключающийся в увеличении вероятности смерти человека в день его рождения или близко к этой дате.
Эффект дня рождения наблюдался в исследованиях среди населения Англии и Уэльса, Швейцарии, Украины, Японии, России и США, а также в более узких группах, таких как игроки Главной лиги бейсбола. Исследования не всегда последовательно показывают этот эффект; некоторые обнаруживают, что уровни смертности мужчин и женщин расходятся в преддверии дня рождения, в то время как другие не находят значимого влияния пола. Предлагаемые механизмы, лежащие в основе эффекта, включают употребление алкоголя, психологический стресс, связанный с днём рождения, повышенный риск самоубийства, попытки неизлечимо больных пациентов дожить до своего дня рождения, усиленное осознание смертности или физиологический цикл, вызывающий ежегодное ослабление организма. Также высказывалось предположение, что это может быть статистической погрешностью, возможно, вследствие аномалий в отчётности, однако эффект дня рождения наблюдался и в исследованиях, которые учитывали известные аномалии отчётности.

## Исследования

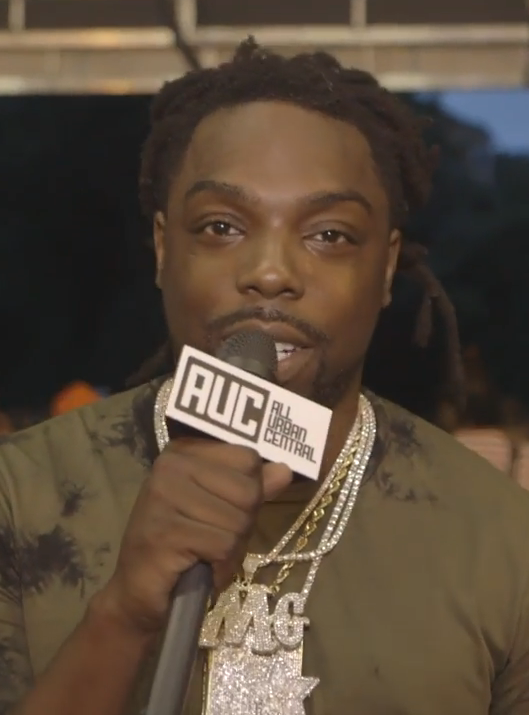
Рэпер Young Scooter, погибший в 2025 году в свой день рождения.

С появлением статистического программного обеспечения, способного легко обрабатывать большие наборы данных, было проведено множество исследований на уровне штатов или стран, чтобы выяснить, влияют ли дни рождения на смертность. Первое масштабное исследование использовало записи о 2 745 149 жителях Калифорнии, умерших в период с 1969 по 1990 год. После корректировки на мешающие факторы, такие как сезонность смертей, плановые операции и люди, родившиеся 29 февраля, было обнаружено значительное увеличение смертности за неделю до дня рождения у мужчин и в течение недели после дня рождения у женщин — в обоих случаях пик смертности приходился не на сам день рождения, а близко к нему. Этот эффект был последовательным во всех возрастных и расовых категориях.
Аналогичное исследование среди 12 275 033 швейцарцев выявило наибольшую смертность непосредственно в день рождения, и эффект был наиболее выражен у лиц старше 80 лет; другое исследование швейцарских данных обнаружило избыток в 13,8 % и связало его с конкретными причинами: сердечный приступ и инсульт, суицид и несчастные случаи, а также увеличение смертности от рака. Среди 25 миллионов американцев, умерших в период с 1998 по 2011 год, на свой день рождения умирает на 6,7 % больше людей, чем ожидалось, и эффект был наиболее выражен по выходным и среди молодежи — среди 20—29-летних избыток составлял более 25 %. Ещё больший избыток был обнаружен в населении Киева, где в период с 1990 по 2000 год смертность мужчин в их дни рождения была на 44,4 % выше ожидаемой, а женщин — на 36,2 %. Более мелкие биографические исследования также показали эффект дня рождения в субпопуляциях, таких как игроки Главной лиги бейсбола и люди, включенные в Энциклопедию американской истории.
Исследование Александра Немцова в России на основе данных о 16 800 000 россиян, умерших с 1 января 2011-го по 31 декабря 2019 года, выявило, что в течение 15 дней после дня рождения избыточная смертность составила 19 700 человек, что превысило уровень смертости на 3,5 %, чем в любые другие непраздничные дни. Непосредственно в день рождения произошло 4000 смертей, что на 21 % больше, чем в другие дни. Доля смертей от внешних причин увеличилась почти в три раза: на 48,3 % выросло число смертей при утоплении, на 30 % увеличилась доля алкогольных отравлений, а также возросла смертность в результате дорожно-транспортных происшествий и других несчастных случаев.

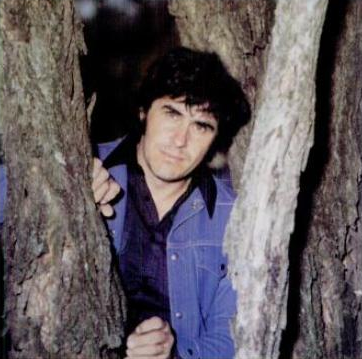
Американский кантри-исполнитель Стрит, Мел, совершивший суицид в свой день рождения.

Рассматривая только смерти от самоубийств, крупные исследования обнаружили свидетельства пика самоубийств в день рождения или сразу после него в Дании, России и Венгрии, но не в Баварии или на Тайване. Исследование 2016 года в Японии показало, что число смертей от самоубийств в день рождения на 50 % выше, чем в другие дни.
Однако другие исследования не обнаружили такой корреляции. Исследование с использованием популяций Дании и Австрии показало, что хотя продолжительность жизни людей имела тенденцию коррелировать с месяцем их рождения, не было последовательного эффекта дня рождения, и люди, родившиеся осенью или зимой, с большей вероятностью умирали в месяцы, более отдаленные от их дня рождения. Исследование всех смертей от рака в Германии с 1995 по 2009 год не обнаружило доказательств эффекта дня рождения, хотя и выявило связанный с этим рождественский эффект. Небольшое исследование Леонарда Зусне выявило эффект дня рождения как среди мужских, так и среди женских когорт, где женщины с большей вероятностью умирали непосредственно перед днем рождения, а мужчины — сразу после него, но в среднем по популяции в целом эффекта дня рождения не наблюдалось. То же самое было обнаружено в исследовании данных о смертности в Англии и Уэльсе, где среди каждой подгруппы наблюдался статистически значимый эффект дня рождения, но в популяции в целом он не наблюдался.
Исследование показало, что риск самоубийства может быть выше для мужчин в их день рождения.

## Возможные объяснения

### Алкоголь
Празднование дня рождения часто связано со значительным увеличением потребления алкоголя. Запойное пьянство может увеличить риск смерти человека из-за алкогольной интоксикации, несчастных случаев и вождения в нетрезвом виде, а также за счет обострения существующих заболеваний и повышения риска самоубийства. В США, где установленный законом минимальный возраст для употребления алкоголя составляет 21 год, наблюдается очень высокий избыток уровня смертности именно в 21-й день рождения и сразу после него, что почти полностью объясняется увеличением числа несчастных случаев.

### Психосоматические
Были предложены два взаимно противоречивых объяснения, основанных на психосоматических эффектах. С одной стороны, день рождения предоставляет конкретную дату, на которой можно сосредоточиться, позволяя неизлечимо больным продержаться до самого этого дня. С другой стороны, день рождения также напоминает человеку о смертности и даёт повод оглянуться на прожитую жизнь. Согласно теории управления страхом смерти, это вызывает стресс, который может ускорить смерть. Неравномерное распределение уровня смертности между мужчинами и женщинами, а также между более и менее успешными бейсболистами позволяет предположить, что оба фактора могут играть роль в эффекте дня рождения: люди, сосредоточенные на общественной сфере жизни, могут осознать, что их лучшие дни прошли, в то время как те, кто жил больше в частной сфере, больше осознают, что они потеряют со смертью, и пытаются «продержаться». С этим связан эффект неоправдавшегося обещания, при котором человек с суицидальными мыслями будет ждать дня рождения или другого значимого события, чтобы увидеть, улучшатся ли его обстоятельства.
Психосоматическая модель также объяснила бы аналогичное увеличение смертности от рака вокруг таких праздников, как Рождество, и подтверждается тем фактом, что такие явления, по-видимому, зависят от культуры: существует эффект Песаха в еврейской общине и эффект праздника середины осени среди китайцев.

### Физиологические
Было высказано предположение, что, подобно 24-часовым циркадным ритмам, организм также имеет годовой «цирканнуальный» биологический ритм. Вайсерман и другие предположили, что климатические условия при рождении действуют как цайтгебер, который запускает внутренний стресс, что провоцирует выделение адреналина, увеличивает артериальное давление и напряжение миокарда. По швейцарским данным, значительная часть летальных случаев в период празднования дня рождения связана непосредственно с сердечно-сосудистыми патологиями.

### Статистические
При обработке свидетельств о смерти возможно перепутать поля даты рождения и даты смерти, что увеличило бы видимое количество случаев совпадения этих дат. Кроме того, когда точная дата неизвестна, в качестве заполнителей часто используются 1-е и 15-е число месяца. Это вызовет избыток рождений и смертей, зарегистрированных в эти даты. Однако исследования также обнаруживают изменения уровня смертности в дни непосредственно до и после дня рождения, которые вряд ли могут быть вызваны аномалиями обработки данных, что позволяет предположить, что только статистические артефакты не могут объяснить эффект дня рождения.

### Комментарии
1. ↑  На 17 % выше ожидаемого значения.
2. ↑  Преобладают у женщин.
3. ↑  Преобладают у мужчин.
4. ↑  В рассчёт не брались люди без точных дат смерти или рождения, младенцы, у которых смерть в день рождения не связана с поведенческим фактором, а также родившиеся 1-го января и 1-го июля, так как в советский период эти числа часто использовались, если дата рождения не была известна.
5. ↑  Всего 2 052 680 смертей за период времени.
6. ↑  Мужчины и женщины; никогда не состоявшие в браке, женатые/замужние, разведенные и овдовевшие.
7. ↑  Например, ориентированные на карьеру или профессиональные спортсмены.
8. ↑  Например, домохозяйки или спортсмены-любители.
9. ↑  Который меняется вместе с праздником.